# Cauchemar en cuisine (France)
 (janvier 2025).
Cet article concerne l'émission française. Pour la version britannique, voir Cauchemar en cuisine (Grande-Bretagne).
Cauchemar en cuisine est une émission de télévision française diffusée sur M6 depuis le 18 avril 2011 qui met en scène le chef-cuisinier Philippe Etchebest.
L'émission est disponible en streaming légal sur M6+ pour la France et la Suisse ainsi que sur Plug RTL et RTL-TVI pour la Belgique et le Luxembourg. Les épisodes ont été rediffusés sur Paris Première jusqu'en 2018. Les épisodes sont actuellement rediffusés sur Téva les week-ends en journée ainsi que le jeudi soir dès 21h.
Elle est adaptée de l’émission britannique Ramsay's Kitchen Nightmares avec Gordon Ramsay créée sur Channel 4 en 2004. Les premiers pilotes de l'émission ont été tournés par M6 en 2005 sous le titre Panique en cuisine ; l'émission était alors présentée par Jean-Pierre Coffe, Christian Etchebest et Caroline Rostang.

## Principe
Dans chaque épisode, Philippe Etchebest vient en aide à des restaurateurs en difficulté. Depuis 2016, il est aidé par Nicolas Jordan de Rivalis,, qui apporte une analyse sur la situation, en particulier sur le volet financier.
La plupart des épisodes suivent une trame similaire :
- Ils commencent par l'arrivée de Philippe Etchebest sur les lieux. Après avoir passé en revue le décor, le chef cuisinier s'installe et commande un repas, comme un client normal.
- Une fois le repas terminé, il se rend en cuisine pour évaluer les conditions de travail des employés du restaurant.
- Philippe Etchebest observe ensuite l'équipe de l'établissement lors d'un service avec une forte affluence, passant en revue les comportements et les erreurs de chaque employé.
- Philippe Etchebest s'entretient ensuite avec un ou plusieurs experts en réimplantation de commerce, qui l'aident à identifier les points forts et les lacunes de l'établissement et de son équipe. S'ensuivent une série de recommandations et de modifications à apporter. L'équipe du restaurant fait le point sur ce qui a conduit à leur situation.
- De 2021 à 2024, Philippe Etchebest quitte la deuxième partie de l'épisode et Mallory Gabsi reprend la suite (à l'exception de l'épisode consacré au restaurant dans l'Aveyron en novembre 2023 où Philippe reste dans la seconde partie en raison de circonstances exceptionnelles, ainsi que les épisodes de Sarlat-la-Canéda et Thoissey où il assure les épisodes sans Mallory).
- Une recette en lien avec la cuisine de l’établissement est présentée et réalisée.
- Des travaux sont effectués en parallèle dans le restaurant, dont le résultat final est montré au personnel.
- Un dernier service filmé a lieu salle comble avec le plat qui a été enseigné auparavant.
- Depuis 2021, Philippe Etchebest va donner la note finale.
- L'épisode se conclut par un texte présentant le devenir du restaurant.

## Épisodes
Situation des restaurants au 1er septembre 2022
- Restaurant en activité
- Restaurant fermé

Carte interactive répertoriant les restaurants toujours en activité de l'émission Cauchemar en Cuisine (au 21/04/2025)
Audiences
- Le plus haut chiffre d'audience de la saison
- Le plus bas chiffre d'audience de la saison

### Pilotes (Panique en cuisine): 2005-2006
L'émission d'une durée de 50 minutes était présentée par Jean-Pierre Coffe, Christian Etchebest et Caroline Rostang. Elle n'a pas été renouvelée, les audiences étant jugées trop faibles.
Il s'agissait d'une sous-partie de plusieurs émissions de coaching où des professionnels aidaient des établissements en difficulté. La série des Panique a ainsi eu ses déclinaisons Panique au camping et Panique à la discothèque en septembre 2005, puis Panique à l'hôtel et Panique au salon de coiffure en décembre 2005.
| Numéro | Restaurant            | Situation                     | Date de diffusion     | Téléspectateurs               | PDM   |
| ------ | --------------------- | ----------------------------- | --------------------- | ----------------------------- | ----- |
| 01     | Au Grand Saint-Martin | Le Neubourg (Eure),           | Mercredi 8 juin 2005  | 3 millions de téléspectateurs | 14.2% |
| 02     |                       | Cannes (Alpes-Maritimes)      | Mercredi 8 juin 2005  | 3 millions de téléspectateurs | 14.2% |
| 03     | L’Ancienne Forge      | Hagenthal-le-Haut (Haut-Rhin) | Mardi 6 décembre 2006 |                               |       |

### Saison 1: 2011
| N° dans la série | N° dans la saison | Restaurant              | Situation                      | Date de diffusion      | Téléspectateurs (en millions) | PDM    |
| ---------------- | ----------------- | ----------------------- | ------------------------------ | ---------------------- | ----------------------------- | ------ |
| 01               | 01                | The House               | Toulon (Var)                   | Lundi 18 avril 2011    | 3,05                          | 11,6 % |
| 02               | 02                | Le Moulin de la Grasiho | Fontvieille (Bouches-du-Rhône) | Lundi 18 avril 2011    | 2,91                          | 18,0 % |
| 03               | 03                | Au Petit Diablotin      | Sète (Hérault)                 | Mardi 13 décembre 2011 | 2,56                          | 10,1 % |

Audiences Médiamétrie audience moyenne en millions de téléspectateurs et le pourcentage exprimant la moyenne de la part d'audience

### Saison 2: 2012
| N° dans la série | N° dans la saison | Restaurant                                    | Situation                 | Date de diffusion     | Téléspectateurs (en millions) | PDM    |
| ---------------- | ----------------- | --------------------------------------------- | ------------------------- | --------------------- | ----------------------------- | ------ |
| 04               | 01                | Les Larmes de Bacchus                         | Lyon (Rhône)              | Mardi 3 janvier 2012  | 2,56                          | 9,4 %  |
| 05               | 02                | Le Jardin de la Mer                           | Port Grimaud (Var)        | Mardi 10 janvier 2012 | 2,94                          | 11,1 % |
| 06               | 03                | Le Plat d'Étain                               | Brou (Eure-et-Loir)       | Mardi 17 janvier 2012 | 3,64                          | 13,3 % |
| 07               | 04                | Le Grilladin                                  | Stiring-Wendel (Moselle)  | Mardi 22 mai 2012     | 3,02                          | 11,2 % |
| 08               | 05                | L'Ovalie (devenu Aux délices du nord au sud), | Moissac (Tarn-et-Garonne) | Mardi 29 mai 2012     | 2,97                          | 11,2 % |

Audiences Médiamétrie audience moyenne en millions de téléspectateurs et le pourcentage exprimant la moyenne de la part d'audience

### Saison 3: 2013
| N° dans la série | N° dans la saison | Restaurant                                   | Situation                                   | Date de diffusion        | Téléspectateurs (en millions) | PDM    |
| ---------------- | ----------------- | -------------------------------------------- | ------------------------------------------- | ------------------------ | ----------------------------- | ------ |
| 09               | 01                | Le Café de France                            | Corte (Haute-Corse)                         | Mercredi 23 janvier 2013 | 2,65                          | 10,3 % |
| SP 01            | Partie 1          | Que sont-ils devenus ?                       | Stiring-Wendel, Toulon, Fontvieille et Brou | Mercredi 23 janvier 2013 | 1,65                          | 12,1 % |
| 10               | 02                | Le Londinium (devenu L'Escale)               | Juan-les-Pins (Alpes-Maritimes)             | Mercredi 30 janvier 2013 | 3,09                          | 12,0 % |
| 11               | 03                | La Bulle                                     | Lavelanet (Ariège)                          | Lundi 13 mai 2013        | 3,01                          | 11,6 % |
| SP 02            | Partie 2          | Que sont-ils devenus ?                       | Moissac, Port-Grimaud, Lyon et Sète         | Lundi 13 mai 2013        | 2,10                          | 15,5 % |
| 12               | 04                | Le Régal & Vous                              | Rethel (Ardennes)                           | Lundi 20 mai 2013        | 3,40                          | 12,2 % |
| 13               | 05                | La Brasserie de la Poste,                    | Blagnac (Haute-Garonne)                     | Lundi 27 mai 2013        | 3,09                          | 11,7 % |
| 14               | 06                | Le Blue Bar,                                 | Chilly-Mazarin (Essonne)                    | Mercredi 9 octobre 2013  | 2,74                          | 11,3 % |
| 15               | 07                | Le Carré du Port (devenu Le Coin Provencal), | Marseille (Bouches-du-Rhône)                | Mercredi 16 octobre 2013 | 3,51                          | 14,4 % |
| SP 03            | Partie 3          | Que sont-ils devenus ?                       | Corte, Juan les Pins, Lavelanet, Blagnac    | Mercredi 16 octobre 2013 | 2,03                          | 17,5 % |
| 16               | 08                | Le Bistrot du Pélican,                       | Lille (Nord)                                | Mercredi 23 octobre 2013 | 3,36                          | 12,8 % |

Audiences Médiamétrie audience moyenne en millions de téléspectateurs et le pourcentage exprimant la moyenne de la part d'audience

### Saison 4: 2014
| N° dans la série | N° dans la saison | Restaurant                                | Situation                                | Date de diffusion        | Téléspectateurs (en millions) | PDM    |
| ---------------- | ----------------- | ----------------------------------------- | ---------------------------------------- | ------------------------ | ----------------------------- | ------ |
| 17               | 01                | Le Mardaric (décédé le 15 novembre 2021), | Peyruis (Alpes-de-Haute-Provence)        | Lundi 5 mai 2014         | 3,62                          | 14,6 % |
| SP 04            | Partie 4          | Que sont-ils devenus ?                    | Chilly-Mazarin, Aix-les-Bains, Marseille | Lundi 5 mai 2014         | 2,60                          | 20,1 % |
| 18               | 02                | Chez maman (devenu Du Temps de Maman),    | Amiens (Somme)                           | Lundi 12 mai 2014        | 3,60                          | 14,5 % |
| 19               | 03                | L’Olivier,                                | Montesquieu-Volvestre (Haute-Garonne)    | Lundi 19 mai 2014        | 3,70                          | 15,0 % |
| 20               | 04                | La Villa Blanche (devenu Le Cosi),        | Chalèze (Doubs)                          | Mardi 27 mai 2014        | 3,63                          | 14,5 % |
| 21               | 05                | Le Mas de Peynier,                        | Peynier (Bouches-du-Rhône)               | Mercredi 3 décembre 2014 | 2,80                          | 10,8 % |

Audiences Médiamétrie audience moyenne en millions de téléspectateurs et le pourcentage exprimant la moyenne de la part d'audience

### Saison 5: 2015
| N° dans la série | N° dans la saison | Restaurant                                           | Situation                      | Date de diffusion       | Téléspectateurs (en millions) | PDM    |
| ---------------- | ----------------- | ---------------------------------------------------- | ------------------------------ | ----------------------- | ----------------------------- | ------ |
| 22               | 01                | Crêperie d'Antan (devenu Le Do-Ré-Mie)               | Nantes (Loire-Atlantique)      | Mercredi 15 avril 2015  | 2,54                          | 10,3 % |
| 23               | 02                | Le Nautique (changement de propriétaire),            | La Ciotat (Bouches-du-Rhône)   | Lundi 27 avril 2015     | 3,38                          | 13,6 % |
| SP 05            | Partie 5          | Que sont-ils devenus ?                               | Chalèze, Montesquieu-Volvestre | Lundi 27 avril 2015     | 1,95                          | 14,1 % |
| 24               | 03                | Tourist Bar                                          | Orbec (Calvados)               | Lundi 4 mai 2015        | 3,62                          | 14,4 % |
| 25               | 04                | O Clin d'œil                                         | Vendargues (Hérault)           | Mardi 12 mai 2015       | 3,39                          | 14,2 % |
| 26               | 05                | La Taverne des Pirates (devenu Key West Restaurant), | Neufchâteau (Vosges)           | Mardi 22 septembre 2015 | 2,64                          | 11,2 % |
| 27               | 06                | Au Vieux Port (devenu Chez Ruben et Bénedicte),      | Irigny (Rhône)                 | Mardi 29 septembre 2015 | 2,89                          | 12,2 % |
| 28               | 07                | La Belle Époque                                      | Cabourg (Calvados)             | Mardi 6 octobre 2015    | 2,85                          | 11,8 % |

Audiences Médiamétrie audience moyenne en millions de téléspectateurs et le pourcentage exprimant la moyenne de la part d'audience

### Saison 6: 2016
| N° dans la série | N° dans la saison | Restaurant                                  | Situation                                | Date de diffusion          | Téléspectateurs (en millions) | PDM    |
| ---------------- | ----------------- | ------------------------------------------- | ---------------------------------------- | -------------------------- | ----------------------------- | ------ |
| 29               | 01                | Le Joker (devenu La Brasserie Communale)    | Marseille (Bouches-du-Rhône)             | Mercredi 17 février 2016   | 2,81                          | 11,6 % |
| SP 06            | Partie 6          | Que sont-ils devenus ?                      | Peynier, La Ciotat                       | Mercredi 17 février 2016   | 1,76                          | 13,8 % |
| 30               | 02                | Pizza Kelly (devenu La Fabrique),           | Cagnes-sur-Mer (Alpes-Maritimes)         | Mardi 17 mai 2016          | 2,81                          | 11,8 % |
| 31               | 03                | O Cantinho,                                 | Pfastatt (Haut-Rhin)                     | Mercredi 14 septembre 2016 | 2,74                          | 12,5 % |
| SP 07            | Partie 7          | Que sont-ils devenus ?                      | Vendargues, Peyruis                      | Mercredi 14 septembre 2016 | 1,40                          | 14,9 % |
| 32               | 04                | Au coin du feu,                             | Vandœuvre-lès-Nancy (Meurthe-et-Moselle) | Mercredi 21 septembre 2016 | 3,05                          | 13,7 % |
| SP 08            | Partie 8          | Que sont-ils devenus ?                      | Bellegarde, Marseille                    | Mercredi 21 septembre 2016 | 1,82                          | 14,3 % |
| 33               | 05                | Le Jardin Italien (Devenu O Venetie)        | Martignas-sur-Jalle (Gironde)            | Mercredi 5 octobre 2016    | 3,31                          | 14,6 % |
| 34               | 06                | Le Cèdre Vert (changement de propriétaire), | Gardonne (Dordogne)                      | Lundi 12 décembre 2016     | 2,93                          | 12,3 % |

Audiences Médiamétrie audience moyenne en millions de téléspectateurs et le pourcentage exprimant la moyenne de la part d'audience

### Saison 7: 2017
| N° dans la série | N° dans la saison | Restaurant                                                                                         | Situation                              | Date de diffusion          | Téléspectateurs (en millions) | PDM    |
| ---------------- | ----------------- | -------------------------------------------------------------------------------------------------- | -------------------------------------- | -------------------------- | ----------------------------- | ------ |
| 35               | 01                | Auberge de la Venise Verte,                                                                        | Arçais (Deux-Sèvres)                   | Mercredi 18 janvier 2017   | 3,20                          | 14,1 % |
| 36               | 02                | Le Pontet,                                                                                         | Quintenas (Ardèche)                    | Lundi 20 mars 2017         | 2,15                          | 8,6 %  |
| 37               | 03                | O Franco Thaï                                                                                      | Marseille (Bouches-du-Rhône)           | Jeudi 4 mai 2017           | 2,86                          | 12,3 % |
| 38               | 04                | La Ch'ti Alsace,                                                                                   | Mandelieu-la-Napoule (Alpes-Maritimes) | Mercredi 13 septembre 2017 | 2,76                          | 13,2 % |
| SP 09            | Partie 9          | Que sont-ils devenus ?                                                                             | Arçais, Martignas-sur-Jalle            | Mercredi 13 septembre 2017 | 1,37                          | 15,4 % |
| 39               | 05                | Le Trinquet                                                                                        | Cestas (Gironde)                       | Mercredi 20 septembre 2017 | 2,82                          | 8,9 %  |
| SP 10            | Partie 10         | Que sont-ils devenus ?                                                                             | Gardonne, Pfastatt                     | Mercredi 20 septembre 2017 | 1,07                          | 10,3 % |
| 40               | 06                | La Baie des anges                                                                                  | Strasbourg (Bas-Rhin)                  | Samedi 30 septembre 2017   | 1,73                          | 8,3 %  |
| 41               | 07                | Le Petit Resto (Changement de propriétaire, devenu Le petit boulevard)(Fermé, devenue Le Bourisco) | Saint-Quentin (Aisne)                  | Samedi 14 octobre 2017     | 1,87                          | 9,3 %  |
| 42               | 08                | La Sarrazine, (changement de propriétaire)                                                         | Bléré (Indre-et-Loire)                 | Jeudi 2 novembre 2017      | 2,59                          | 11,2 % |

Audiences Médiamétrie audience moyenne en millions de téléspectateurs et le pourcentage exprimant la moyenne de la part d'audience

### Saison 8: 2018
| N° dans la série | N° dans la saison | Restaurant                                                          | Situation                                 | Date de diffusion               | Téléspectateurs (en millions) | PDM          |
| ---------------- | ----------------- | ------------------------------------------------------------------- | ----------------------------------------- | ------------------------------- | ----------------------------- | ------------ |
| 43               | 01                | Vite fée bien fée,                                                  | Marseille (Bouches-du-Rhône)              | Mercredi 23 mai 2018            | 2,57                          | 11,4 %       |
| SP 11            | Partie 11         | Que sont-ils devenus ?                                              | Bléré, Cestas                             | Mercredi 23 mai 2018            | 1,39                          | 15,9 %       |
| 44               | 02                | Le Saint Nicola,                                                    | Besançon (Doubs)                          | Jeudi 31 mai 2018               | 2,85                          | 13,2 %       |
| SP 12            | Partie 12         | Que sont-ils devenus ?                                              | Mandelieu-la-Napoule, Saint-Quentin       | Jeudi 31 mai 2018               | 1,15                          | 10,6 %       |
| 45               | 03                | Le Madrid (devenu Truc Much)                                        | Canet-en-Roussillon (Pyrénées-Orientales) | Jeudi 7 juin 2018               | 2,96                          | 14,2%        |
| 46               | 04                | La Table d’Enzo (changement de propriétaire) (devenue Le Bactriane) | Hyères (Var)                              | Jeudi 14 juin 2018              | 2,71                          | 12,5%        |
| 47               | /                 | L’Ô à la bouche,                                                    | Paray-le-Monial (Saône-et-Loire)          | Prévue le mercredi 27 juin 2018 | Non diffusée                  | Non diffusée |
| 48               | 05                | Brasserie de Lyon,                                                  | Marseille (Bouches-du-Rhône)              | Mercredi 27 juin 2018           | 2,56                          | 12 %         |
| 49               | 06                | Le Grill,                                                           | Tarbes (Hautes-Pyrénées)                  | Jeudi 20 septembre 2018         | 2,67                          | 13,5 %       |
| 50               | 07                | L’ Auberge du canal,                                                | Écuisses (Saône-et-Loire)                 | Lundi 10 décembre 2018          | 2,85                          | 12,1 %       |
| SP 13            | Partie 13         | Que sont-ils devenus ?                                              | Le bilan                                  | Lundi 10 décembre 2018          | -                             | -            |

Audiences Médiamétrie audience moyenne en millions de téléspectateurs et le pourcentage exprimant la moyenne de la part d'audience

### Saison 9: 2019
| N° dans la série | N° dans la saison | Restaurant                                     | Situation                                               | Date de diffusion         | Téléspectateurs (en millions) | PDM    |
| ---------------- | ----------------- | ---------------------------------------------- | ------------------------------------------------------- | ------------------------- | ----------------------------- | ------ |
| 51               | 01                | Lou Pebre d’ai,                                | Cavalaire (Var)                                         | Lundi 21 janvier 2019     | 2,50                          | 11,3 % |
| 52               | 02                | Au Lion des Flandres,                          | Lesquin (Nord)                                          | Mercredi 15 mai 2019      | 2,54                          | 11.9 % |
| SP 14            | Partie 14         | Que sont-ils devenus ?                         | Canet-en-Roussillon, Marseille                          | Mercredi 15 mai 2019      | 1,49                          | 14.4 % |
| 53               | 03                | Le Liseré (ex-Coyote Café),                    | Dunkerque (Nord)                                        | Mercredi 29 mai 2019      | 2,56                          | 12 %   |
| SP 15            | Partie 15         | Que sont-ils devenus ?                         | Marseille, Hyères                                       | Mercredi 29 mai 2019      | 1,54                          | 13.9 % |
| 54               | 04                | L'Isle aux pizzas (devenu La Table du Marché), | Saint-Astier (Dordogne)                                 | Mercredi 5 juin 2019      | 2,78                          | 13.1 % |
| 55               | 05                | La table de rouge masures ,                    | Commune nouvelle de Terres-de-Haute-Charente (Charente) | Mardi 18 juin 2019        | 2,80                          | 13.2 % |
| 56               | 06                | La Perle Noire,                                | Montpellier (Hérault)                                   | Mercredi 4 septembre 2019 | 2,37                          | 12,2 % |
| SP 16            | Partie 16         | Que sont-ils devenus ?                         | Écuisses / Dunkerque                                    | Mercredi 4 septembre 2019 | 1,17                          | 13,9 % |

Audiences Médiamétrie audience moyenne en millions de téléspectateurs et le pourcentage exprimant la moyenne de la part d'audience

### Saison 10: 2020
| N° dans la série | N° dans la saison | Restaurant      | Situation                 | Date de diffusion      | Téléspectateurs (en millions) | PDM    |
| ---------------- | ----------------- | --------------- | ------------------------- | ---------------------- | ----------------------------- | ------ |
| 57               | 01                | La Durancette,  | Sénas (Bouches-du-Rhône)  | Mercredi 24 juin 2020  | 3,34                          | 15,9 % |
| 58               | 02                | Brasserie Foch, | Antibes (Alpes-Maritimes) | Lundi 31 août 2020     | 3,00                          | 13,7 % |
| 59               | 03                | Le Crazy Frog,  | Saint-Estèphe (Dordogne)  | Lundi 7 septembre 2020 | 2,45                          | 10,8 % |

Audiences Médiamétrie audience moyenne en millions de téléspectateurs et le pourcentage exprimant la moyenne de la part d'audience

### Saison 11: 2021
| N° dans la série | N° dans la saison | Restaurant                        | Situation                                             | Date de diffusion          | Téléspectateurs (en millions) | PDM    |
| ---------------- | ----------------- | --------------------------------- | ----------------------------------------------------- | -------------------------- | ----------------------------- | ------ |
| 60               | 01                | Au soleil d'or,                   | Epoye (Marne)                                         | Lundi 4 janvier 2021       | 3,11                          | 13,2 % |
| SP 17            | Partie 17         | Que sont-ils devenus ?            | Commune nouvelle de Terres-de-Haute-Charente / Tarbes | Lundi 4 janvier 2021       | 3,11                          | 13,2 % |
| 61               | 02                | Le 11' Café,                      | Carnoux-en-Provence (Bouches-du-Rhône)                | Mercredi 8 septembre 2021  | 2,25                          | 11,2 % |
| 62               | 03                | Auberge des 4 Chemins,            | Notre-Dame-de-Vaulx (Isère)                           | Mercredi 15 septembre 2021 | 2,24                          | 10,6 % |
| 63               | 04                | Le Grillobois                     | Alixan (Drôme)                                        | Mercredi 22 septembre 2021 | 2,60                          | 13,2 % |
| 64               | 05                | Le Quai 25, (devenu La Brasserie) | Muret (Haute-Garonne)                                 | Vendredi 5 novembre 2021   | 2,33                          | 11,6 % |

Audiences Médiamétrie audience moyenne en millions de téléspectateurs et le pourcentage exprimant la moyenne de la part d'audience

### Saison 12: 2022
| N° dans la série | N° dans la saison | Restaurant             | Situation                             | Date de diffusion                | Téléspectateurs (en millions                    | PDM                                             |
| ---------------- | ----------------- | ---------------------- | ------------------------------------- | -------------------------------- | ----------------------------------------------- | ----------------------------------------------- |
| 65               | 01                | Le Kerado,             | Plougonver (Côtes-d'Armor)            | Mardi 8 février 2022             | 2,56                                            | 12,9 %                                          |
| 66               | 02                | Restaurant du Guillec, | Plouzévédé (Finistère)                | Lundi 14 mars 2022               | 3,03                                            | 15,2 %                                          |
| 67               | 03                | Mic Mac,               | Châtel-Guyon (Puy-de-Dôme)            | Vendredi 20 mai 2022             | 1,77                                            | 10 %                                            |
| 68               | 04                | Le Beausoleil,         | La Chapelle-Launay (Loire-Atlantique) | Mercredi 22 juin 2022            | 2,26                                            | 12,1 %                                          |
| 69               | 05                | La Marine,             | Ouistreham (Calvados)                 | Jeudi 1er septembre 2022         | 2,03                                            | 10,5 %                                          |
| 70               | 06                | Le Chalutier,          | Argelès-sur-Mer (Pyrénées-Orientales) | Prévue le jeudi 8 septembre 2022 | Non diffusée en raison du décès d’Élisabeth II. | Non diffusée en raison du décès d’Élisabeth II. |
| 71               | 07                | Comme chien et chat,   | Tonnay-Charente (Charente-Maritime)   | Lundi 21 novembre 2022           | 2,60                                            | 13 %                                            |

Audiences Médiamétrie audience moyenne en millions de téléspectateurs et le pourcentage exprimant la moyenne de la part d'audience

### Saison 13: 2023
| N° dans la série | N° dans la saison | Restaurant                           | Situation                                   | Date de diffusion      | Téléspectateurs (en millions) | PDM    |
| ---------------- | ----------------- | ------------------------------------ | ------------------------------------------- | ---------------------- | ----------------------------- | ------ |
| 72               | 01                | Le Sebastopol,                       | Plaintel (Côtes-d'Armor)                    | Lundi 2 janvier 2023   | 2,52                          | 12,4 % |
| 73               | 02                | Au grand régal,                      | Villefranche-de-Lauragais (Haute-Garonne)   | Jeudi 4 mai 2023       | 2,11                          | 11,8 % |
| 74               | 03                | L’Auberge du centre,                 | Bon-Encontre (Lot-et-Garonne)               | Vendredi 16 juin 2023  | 1,47                          | 8,5 %  |
| 75               | 04                | Le Saint-Berth,                      | Saint-Berthevin-la-Tannière (Mayenne)       | Mercredi 21 juin 2023  | 1,49                          | 9 %    |
| 76               | 05                | K'fé Vanille,                        | Saint-Gervais (Gard)                        | Lundi 26 juin 2023     | 2,22                          | 12,2 % |
| SP 18            | Partie 18         | Que sont-ils devenus ?               | Commune de Ouistreham / Plouzévédé et Sénas | Jeudi 27 juillet 2023  | 1,66                          | 10,7 % |
| 77               | 06                | Le Petit Saïgon (devenu Le Plâtras), | Périgueux (Dordogne)                        | Jeudi 3 août 2023      | 2,15                          | 12,9 % |
| 78               | 07                | Les Palanges,                        | Bertholène (Aveyron)                        | Jeudi 9 novembre 2023  | 1,86                          | 9,7%   |
| 79               | 08                | Le Blitz                             | Somain (Nord)                               | Jeudi 23 novembre 2023 | 1,88                          | 10,2%  |

Audiences Médiamétrie audience moyenne en millions de téléspectateurs et le pourcentage exprimant la moyenne de la part d'audience
1. ↑  Cet épisode rencontre des circonstances exceptionnelles : le restaurant n'est pas aux normes et ne peut être rouvert dans les temps en raison de nombreux travaux. Pour cette raison, Mallory Gabsi, normalement présent sur la seconde partie, est absent, remplacé par Philippe lui-même pour la leçon de cuisine et Lionel Mauri, qui dirige l’entreprise HRC Diffusion, pour le service éphémère en fin d'émission. Restaurant en redressement judiciaire.

### Saison 14: 2024
| N° dans la série | N° dans la saison | Restaurant                 | Lieu                        | Date de diffusion        | Téléspectateurs (en millions) | PDM    |
| ---------------- | ----------------- | -------------------------- | --------------------------- | ------------------------ | ----------------------------- | ------ |
| 80               | 01                | Le Cygne de l'Espérance    | Allas-les-Mines (Dordogne)  | Lundi 11 mars 2024       | 2,24                          | 12,2 % |
| 81               | 02                | La Cafétéria               | Sarlat-la-Canéda (Dordogne) | Mardi 9 avril 2024       | 1,74                          | 8,9 %  |
| 82               | 03                | La Ferme des Trois Louches | Wambrechies (Nord)          | Vendredi 26 avril 2024   | 1,51                          | 8,8 %  |
| 83               | 04                | Le Café Chabert            | Chambéry (Savoie)           | Mardi 11 juin 2024       | 2,14                          | 11,2 % |
| 84               | 05                | La Maison de l'écurie      | Sallèles-d'Aude (Aude)      | Jeudi 4 juillet 2024     | 1,81                          | 10,8 % |
| 85               | 06                | Chez Le Père Alex          | Thoissey (Ain)              | Vendredi 18 octobre 2024 | 1,47                          | 8,7 %  |

### Saison 15: 2025
| N° dans la série | N° dans la saison | Restaurant              | Lieu                                     | Date de diffusion        | Téléspectateurs (en millions)   | PDM           |
| ---------------- | ----------------- | ----------------------- | ---------------------------------------- | ------------------------ | ------------------------------- | ------------- |
| 86               | 01                | La Barra Escriva        | Bourg-lès-Valence (Drôme)                | Mercredi 15 janvier 2025 | 1,84                            | 10,5 %        |
| 87               | 02                | La Grenouille           | Saint-Vrain (Essonne)                    | Mardi 4 février 2025     | 1,62                            | 9 %           |
| 88               | 03                | Le Malouin              | Saint-Malo-de-Guersac (Loire-Atlantique) | Mardi 1er avril 2025     | Partie 1 : 1,63 Partie 2 : 1,34 | 8,2 % 8,1 %   |
| 89               | 04                | Le Jardin des 4 Saisons | Albi (Tarn)                              | Vendredi 18 avril 2025   | Partie 1 : 1,28 Partie 2 : 1,14 | 7,3 % 7,6 %   |
| SP 19            | Partie 19         | Que sont-ils devenus ?  | Saint-Gervais / Tonnay-Charente / Somain | Vendredi 18 avril 2025   |                                 |               |
| 90               | 05                | Tapas Rojas,            | Marseille (Bouches-du-Rhône)             | Lundi 30 juin 2025       | Partie 1 : 1,13 Partie 2 : 1,01 | 6,5 % 7 %     |
| SP 20            | Partie 20         | Que sont-ils devenus ?  | Chambéry / Saint-Astier / Saint-Vrain    | Vendredi 11 juillet 2025 | Partie 1 : 1,16 Partie 2 : 1,29 | 8,1 % 10,4 %  |
| 91               | 06                | Le Clin Foc             | Criquebeuf-sur-Seine (Eure)              | Mercredi 23 juillet 2025 | Partie 1 : 1,95 Partie 2 : 1,74 | 11,6 % 11,9 % |

### Régions représentées

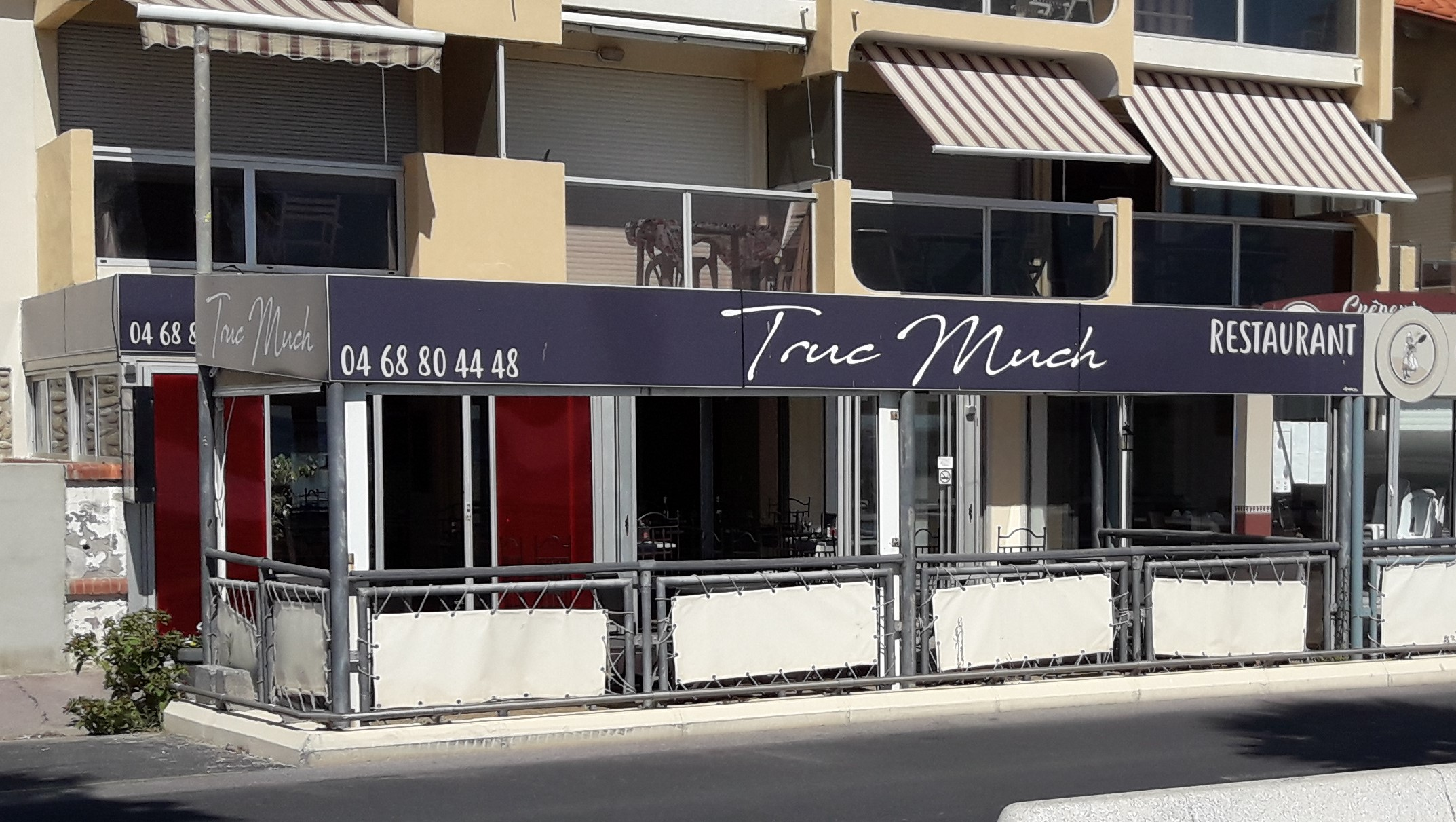
Le Truc Much en 2018, restaurant de la saison 8 situé dans les Pyrénées-Orientales, fermé depuis.

01-02 : Saison-épisode : restaurant fermé
01-03 : Saison-épisode : restaurant en activité
| Région                     | Saison |
| -------------------------- | --- |
| Auvergne-Rhône-Alpes       | 02-01, 05-06, 07-02, 15-01 |
| Bourgogne-Franche-Comté    | 04-04, 08-02, 08-07 |
| Bretagne                   | 12-01, 12-02, 13-01 |
| Centre-Val de Loire        | 02-03, 07-08 |
| Corse                      | 03-01 |
| Grand Est                  | 02-04, 03-04, 05-05, 06-03, 06-04, 07-06, 11-01                                                                                                   |
| Hauts-de-France            | 03-08, 04-02, 07-07, 09-02, 09-03 |
| Île-de-France              | 03-06, 15-02 |
| Normandie                  | 05-03, 05-07, 12-04, 15-06 |
| Nouvelle-Aquitaine         | 06-05, 06-06, 07-01, 07-05, 09-04, 09-05, 10-03, 12-05, 13-04, 13-06                                                                              |
| Occitanie                  | 01-03, 02-05, 03-03, 03-05, 04-03, 05-04, 08-03, 08-06, 09-06, 11-05, 12-07, 13-03, 13-07, 13-08, 15-04                                           |
| Pays de la Loire           | 05-01, 12-03, 13-02, 15-03 |
| Provence-Alpes-Côte d'Azur | 01-01, 01-02, 02-02, 03-02, 03-07, 04-01, 04-05, 05-02, 06-01, 06-02, 07-03, 07-04, 08-01, 08-04, 08-05, 09-01, 10-01, 10-02, 11-02, 11-03, 15-05 |

## Audiences
Dans le tableau ci-dessous, n'est pris en compte que l'émission diffusée en prime-time.
| Légende : Saison 1 / Saison 2 / Saison 3 / Saison 4 / Saison 5 / Saison 6 /Saison 7/ Saison 8 / Saison 9 / Saison 10/ Saison 11 |